# Hugo I. (Vaudémont)

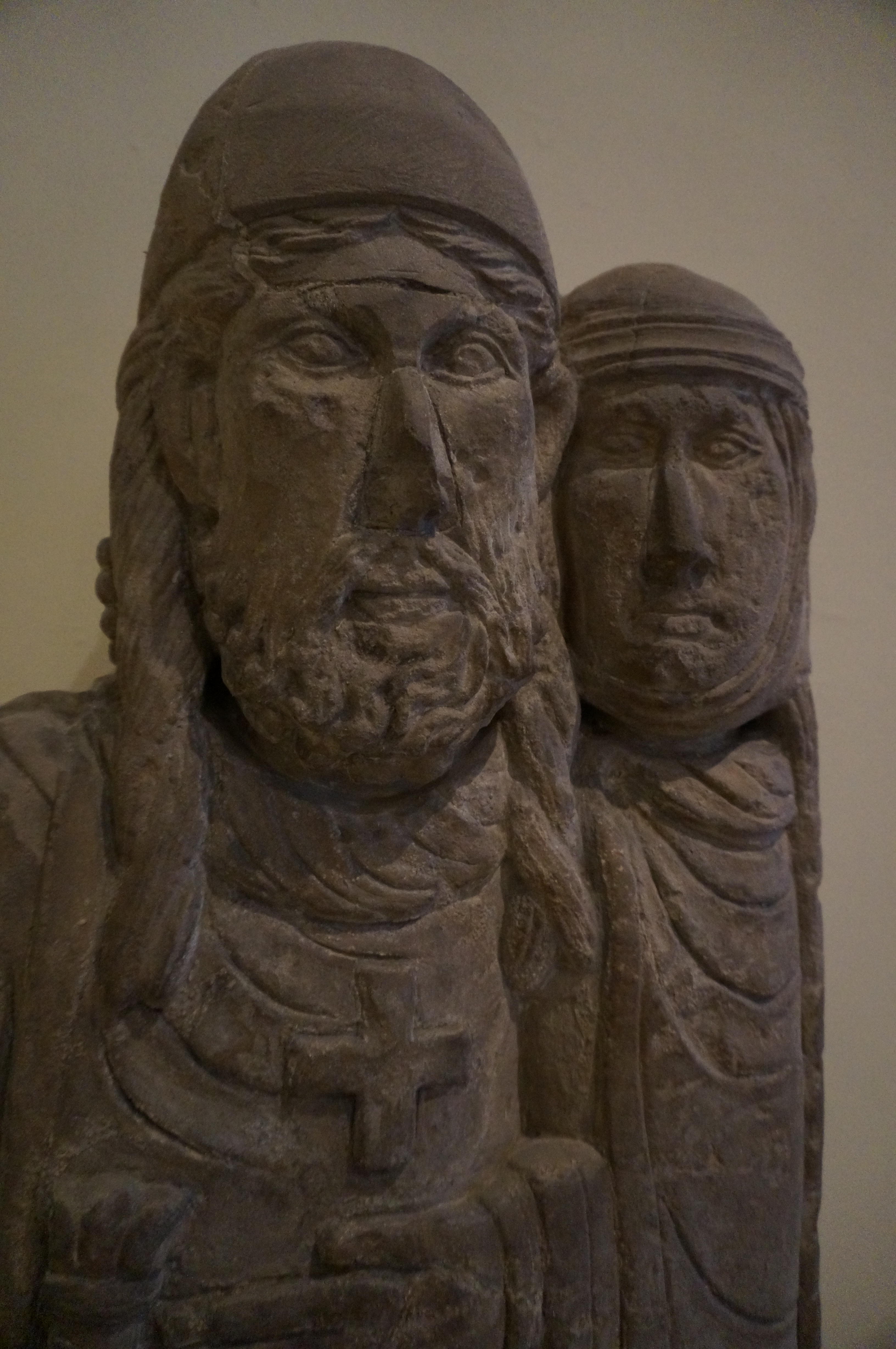
Hugo I.

Hugo I. (franz.: Hugues; † 1155) war ein Graf von Vaudémont. Er war ein Sohn des Grafen Gerhard I. und der Hedwig von Egisheim.
Er war verheiratet mit Aigeline (Aline/Anna) von Burgund († nach 1167), einer Tochter des Herzogs Hugo II. von Burgund. Ihre Kinder waren unter anderem:
- Gerhard II. († 1188), Graf von Vaudémont
- Olrich († um 1165), Herr von Deuilly
- Odo († 23. oder 27. November 1198), 1192 Bischof von Toul

Hugo folgte seinem Vater 1108 als Graf nach, gründete die Abtei von Ferrières und 1140 die Abtei von Flabémont. Über weitere Handlungen in seiner Grafschaft ist nichts weiter bekannt. 1147 schloss er sich dem Gefolge König Ludwigs VII. von Frankreich zum zweiten Kreuzzug an. Hugo kehrte nicht wieder mit dem König in die Heimat zurück (1149), weshalb er für seine Zeitgenossen als verschollen oder gar als tot galt. Erst um das Jahr 1153 traf in Vaudémont ein alter Kreuzritter ein, der von der Gräfin als Hugo identifiziert wurde. Er starb kurz darauf und wurde in der Benediktinerpriorei von Belval bei Portieux bestattet.
Der Geschichte Hugos wird eine im 12. Jahrhundert gefertigte Skulptur in der Franziskanerkirche (Église des Cordeliers) von Nancy zugeschrieben, die einen alten Kreuzritter in den Armen seiner Ehefrau zeigt. Ein Abguss dieser Skulptur ist im Historischen Museum der Stadt (Musée Historique Lorrain) zu sehen.